# 박지현 (2000년)
박지현(2000년 4월 7일~)은 대한민국의 농구 선수이다. 포지션은 콤보 가드이다.

## 경력

### 고교 시절
숭의여자고등학교 재학 중 대한민국 여자 농구 국가대표팀과 남북 단일 여자 농구 국가대표팀에서 활동하였다.

### 아산 우리은행 위비
2019년 1월 8일에 열린 2018-19 WKBL 신입선수 선발회에 참가하였다. 시작 전부터 가장 유력한 1순위 후보로 예상되었는데, 가장 낮은 추첨 확률(1/21, 4.8%)을 가진 이전 시즌 우승팀 아산 우리은행 위비가 1순위 지명권을 획득하며 1라운드 전체 1순위에 지명되었다.
2019년 1월 16일, 4라운드 신한은행전에서 2쿼터와 4쿼터에 교체 선수로 투입되며 데뷔전을 치렀다. 이 경기에서 총 10분간 7득점, 1리바운드, 1스틸을 기록하였다. 데뷔 시즌 15경기에 출전한 박지현은 경기당 8득점, 리바운드 3.73개 , 어시스트 1.67개 등을 기록하였다. 정규리그 시상식에서는 동기 이소희와 함께 신인선수상 후보에 올랐으며, 기자단 투표에서 101표 가운데 96표를 받으며 신인선수상을 수상하였다.
2023-24시즌 팀의 우승에 다시 한번 공헌하였고 시즌끝나고 해외진출을 선언하였다.

### 해외 리그
2024년 5월 호주 2부리그 NBL1 팀인 뱅크스타운 브루인스에 3개월간 계약하였다.
뱅크스타운 계약 만료후 2024년 8월 뉴질랜드 리그 토코마나와 수상팀과 계약하였다.
2025년 스페인 2부리그 아줄마리노 마요르카 팔마에 입단하였다.

## 수상

### 국가대표팀
- 2018년 아시안 게임 농구 여자 –  은메달
- 2022년 아시안 게임 농구 여자 –  동메달

### 개인
- 3× WKBL 베스트 5: 2021, 2023, 2024
- WKBL 스틸상: 2021
- WKBL 신인선수상: 2019
- WKBL 올스타전 베스트 퍼포먼스상: 2020
- 올해의 농구인상: 2018

## 기록

### 정규리그
|  | 리그 1위 기록 |

| 시즌    | 팀                    | G  | MPG   | 2P%  | 3P%  | FT%  | RPG   | APG  | SPG  | BPG  | PPG   |
| ------- | --------------------- | -- | ----- | ---- | ---- | ---- | ----- | ---- | ---- | ---- | ----- |
| 2018-19 | 아산 우리은행 위비    | 15 | 19:06 | 39.0 | 51.4 | 73.9 | 3.73  | 1.67 | 0.67 | 0.07 | 8.00  |
| 2019-20 | 아산 우리은행 위비    | 27 | 34:27 | 43.6 | 22.7 | 65.2 | 5.56  | 3.44 | 1.41 | 0.81 | 8.37  |
| 2020-21 | 아산 우리은행 위비    | 30 | 36:44 | 43.7 | 28.9 | 60.7 | 10.40 | 2.93 | 1.70 | 1.23 | 15.37 |
| 2021-22 | 아산 우리은행 우리WON | 29 | 33:16 | 52.6 | 24.2 | 70.8 | 6.9   | 3.1  | 1.5  | 0.4  | 12.7  |
| 2022-23 | 아산 우리은행 우리WON | 29 | 32:46 | 55.3 | 33.9 | 81.8 | 8.9   | 4.5  | 1.2  | 0.4  | 15.3  |
| 2023-24 | 아산 우리은행 우리WON | 28 | 34:49 | 52.6 | 30.6 | 77.5 | 9.3   | 3.9  | 1.9  | 0.6  | 17.3  |

## 출연

### TV
- 《다큐공감》 319회 〈열아홉, 나는 전설이 되고싶다〉 (2019년 9월 29일, KBS 1TV)
- 《아이러브 바스켓볼》 시즌2 1회 (2023년 11월 20일, KBS N 스포츠)